# Chris Westerbeek
Chris Westerbeek – holenderski brydżysta.

## Wyniki brydżowe

### Zawody światowe
W światowych zawodach zdobył następujące lokaty:
| Mistrzostwa Świata. Konkurencja teamów | Mistrzostwa Świata. Konkurencja teamów | Mistrzostwa Świata. Konkurencja teamów     | Mistrzostwa Świata. Konkurencja teamów | Mistrzostwa Świata. Konkurencja teamów | Mistrzostwa Świata. Konkurencja teamów |
| Rok                                    | Miejsce                                | Zawody                                     | Kategoria                              | Drużyna                                | Pozycja                                |
| -------------------------------------- | -------------------------------------- | ------------------------------------------ | -------------------------------------- | -------------------------------------- | -------------------------------------- |
| 2012                                   | Taicang                                | 14. Drużynowe Mistrzostwa Świata Młodzieży | Juniorzy                               | Netherlands                            | 1                                      |
| 2011                                   | Opatija                                | 2 Światowy Kongres Młodzieży               | Juniorzy BAM                           | NED Young                              | 17                                     |
| 2011                                   | Opatija                                | 2. Światowy Kongres Młodzieży              | Juniorzy                               | NED Young                              | 18                                     |

| Mistrzostwa Świata. Konkurencja par | Mistrzostwa Świata. Konkurencja par | Mistrzostwa Świata. Konkurencja par | Mistrzostwa Świata. Konkurencja par | Mistrzostwa Świata. Konkurencja par | Mistrzostwa Świata. Konkurencja par |
| Rok                                 | Miejsce                             | Zawody                              | Kategoria                           | Partner                             | Pozycja                             |
| ----------------------------------- | ----------------------------------- | ----------------------------------- | ----------------------------------- | ----------------------------------- | ----------------------------------- |
| 2011                                | Opatija                             | 2 Światowy Kongres Młodzieży        | Juniorzy                            | Luc Severeijns                      | 9                                   |

### Zawody europejskie
W europejskich zawodach zdobył następujące lokaty:
| Zawody europejskie. Konkurencja teamów | Zawody europejskie. Konkurencja teamów | Zawody europejskie. Konkurencja teamów   | Zawody europejskie. Konkurencja teamów | Zawody europejskie. Konkurencja teamów | Zawody europejskie. Konkurencja teamów |
| Rok                                    | Miejsce                                | Zawody                                   | Kategoria                              | Drużyna                                | Pozycja                                |
| -------------------------------------- | -------------------------------------- | ---------------------------------------- | -------------------------------------- | -------------------------------------- | -------------------------------------- |
| 2011                                   | Albena                                 | 23 Młodzieżowe Mistrzostwa Europy Teamów | Juniorzy                               | Netherlands                            | 6                                      |
| 2009                                   | Opatija                                | 1 Akademickie Mistrzostwa Europy         | Open                                   | The Hague                              | 17                                     |
| 2007                                   | Jesolo                                 | 21 Młodzieżowe Europy Teamów             | Młodzież Szkolna                       | Netherlands                            | 6                                      |

| Zawody europejskie. Konkurencja par | Zawody europejskie. Konkurencja par | Zawody europejskie. Konkurencja par    | Zawody europejskie. Konkurencja par | Zawody europejskie. Konkurencja par | Zawody europejskie. Konkurencja par |
| Rok                                 | Miejsce                             | Zawody                                 | Kategoria                           | Partner                             | Pozycja                             |
| ----------------------------------- | ----------------------------------- | -------------------------------------- | ----------------------------------- | ----------------------------------- | ----------------------------------- |
| 2012                                | Vejle                               | 11. Młodzieżowe Mistrzostwa Europy Par | Juniorzy                            | Ernst Wackwitz                      | 4                                   |
| 2012                                | Vejle                               | 11. Młodzieżowe Mistrzostwa Europy Par | Miksty Młodzieżowe                  | Jamilla Spangenberg                 | 12                                  |
| 2010                                | Opatija                             | 10 Młodzieżowe Mistrzostwa Europy Par  | Młodzież Szkolna                    | Luc Severeijns                      | 27                                  |